# نعيم أباد (دامنكوه)
نعیم أباد (بالفارسية: نعیم‌آباد) هي مستوطنة تقع في إيران في قسم دامنكوه الريفي. يقدر عدد سكانها بـ 121 نسمة بحسب إحصاء 2016.